# Republik
Republik (av latin res publica, allmän sak) innebär i sin mest generella betydelse en stat vars politiska makt innehas av eller utgår från en statschef som företräder folket, som regel genom att denne är folkvald. I vissa fall kan en republik dock vara en självstyrande enhet i en annan stat, vilken åtminstone på papperet kan vara sammansatt som en federation (exempel: Sovjetunionen och Socialistiska federativa republiken Jugoslavien).
Republik och monarki ställs ofta emot varandra som oförenliga. Den kortaste definitionen av republik är att den är en icke-monarki. Ibland förutsätter beteckningen att staten är en demokrati, men ordet förekommer även i form av folkrepublik.
1911 Encyclopædia Britannica och flera andra standardverk, betonar att republiken kännetecknas av autonomi och rättsstatens principer. I äldre tider var oligarki en definition av ett statsskick som varken var republik eller monarki. Vissa definitioner av monarki kan vidare problematisera distinktionen mellan detta och republik. 1755 skrev Samuel Johnson en ordbok, i vilken republik definierades som ett statsstyre av mer än en person, och denna betydelse blev spridd, men i Defence of the Constitutions (1787) alternerar John Adams denna innebörd med andra, som att Storbritannien var en republik eftersom monarken var förbunden till att följa lagarna som den lagstiftande församlingen skapat.
Republikers statsmakter kan vara organiserade på olika sätt.

## Republikers utmärkande drag

### Statsöverhuvudet
I de flesta moderna republiker kallas statsöverhuvudet president. Andra titlar som har använts är konsul och doge. Statsöverhuvudet i demokratiska republiker utses genom val. Valet kan vara indirekt, som när ett ministerråd väljs och denna senare utser statsöverhuvud. Ämbetstiden för presidenterna brukar i dessa stater vara i fyra till sju år. Ofta begränsar grundlagen hur många mandatperioder en president kan bli omvald.
Om statsöverhuvudet i en republik även är regeringschef, kallas statsskicket presidentialism. Semipresidentialism innebär att statschefen och regeringschefen är två olika poster: den senare benämnes då premiärminister eller kansler. Beroende på presidentens befogenheter och statens konstitution, kan presidentens handlingsutrymme variera från ceremoniella och opolitiska uppgifter till en mycket mäktig position. Reglerna vid presidentval kräver ibland att presidenten och premiärministern har olika politiska övertygelser: systemet som finns i Frankrike, där medlemmar av regeringen och presidenten tillhör olika politiska partier, kallas kohabitation. I länder som Tyskland och Indien däremot, krävs att presidenten inte är partiansluten.
I vissa länder, som Schweiz och San Marino, är statschefen inte en person utan en kommitté (ett råd) av flera personer som tillsammans innehar posten. Romerska republiken hade två konsuler som valdes årligen av senaten. Under detta år var de statsöverhuvud varannan månad, så att de omväxlande var consul maior (överkonsul) och consul suffectus (underordnad konsul som hade veto i vissa frågor och var oberoende mot den andre).
Republiker kan ledas av sitt statsöverhuvud på ett sätt som påminner om regenter i monarkier. Inte nog med att presidenter ibland installeras på livstid och medges makt som går utöver vad som är vanligt i representativa demokratier, exempel som Syrien under slutet av 1970-talet visar att presidentposten kan bli ärftlig. Historiker är oense om när Romerska republiken övergick till Romerska imperiet; orsaken är att kejsarna inledningsvis utsågs av statsmakten vilket inte nämnvärt skilde sig från hur republiken tillsatte statsöverhuvud.
På liknande sätt kan monarkiers egenskaper påminna om republiker. Monarkens politiska roll kan vara obefintlig, begränsad till ceremoniella uppgifter, och folket kan i vissa fall kontrollera monarken till den grad att folket kan byta en monark mot en annan.
Det postuleras ofta en essentiell skillnad mellan republiker och monarkier som regeringsformer. Gränserna mellan dem bör dock inte tas alltför bokstavligt, utan betraktas i samband till en rad omständigheter:
- Autokrater kan framstå som demokrater genom att kalla sig president (eller princeps eller princeps senatus som i antikens Rom), och benämna sin stat republik i stället för att använda en monarkiorienterad terminologi, vilket ofta anses vara fallet med Mobutu Sese Seko.
- I stater med representativ demokrati är den ultimata frågan om det spelar någon roll om statschefen kallas president eller monark. Vidare hur viktigt det är vad olika funktioner kallas. Andra faktorer, som till exempel religion, kan vara av större betydelse vid jämförelser av statsskick.

Av dessa orsaker finns flera konkurrerande definitioner av republik i statsvetenskapen. Dessa definitioner har vanligen ett outtalat ideal, varför ibland monarkier inbegrips i begreppet, vilket dock hör till undantagen, åtminstone i vardagligt tal. 
Vidare kan tilläggas att antimonarkism, opposition mot monarkin som sådan, inte alltid spelade någon större roll i republikanismens historia. I vissa stater kunde valet av statsskick bero på praktiska snarare än politiska faktorer, som till exempel att det inte fanns en lämplig kandidat till monark. De republiker som grundades under och strax efter upplysningen hade dock liberala skäl: republiker etablerades av skäl som bar drag av antimonarkism. Så var delvis fallet när Förenta staterna förklarade sig självständigt från Storbritannien, och likaså när första franska republiken utropades; vid den femte republikens tillkomst var dessa tendenser mindre uttalade. De utrikespolitiska relationerna skulle inte påverkas av huruvida landet var en monarki eller inte.

### Religionens roll
Före reformationen i Europa, spelade religionen ingen större roll i fråga om statsskick. Till exempel hade övergången från polyteism till kristendomen i antikens Rom frambringat nya härskare, men inte förändrat uppfattningen att monarkin var det bästa statsskicket. På ett likartat sätt grundades republikerna under medeltiden, utan att de religiösa dogmerna som Romersk-katolska kyrkan framställt ifrågasattes.
Detta skulle emellertid förändras. Ett talande exempel på detta är cuius regio, eius religio vid fördraget i Augsburg 1555. Detta fördrag stadgade att medborgarna i stadsstaterna i Tysk-romerska riket skulle följa den lära deras regent hade, oavsett vilken, så länge som regenten inte var kalvinist. I Frankrike förbjöd kungen religiös relativism till förmån för katolska läran genom ediktet i Nantes 1598 och ediktet i Fontainebleau 1685. Såväl England som Spanien hade etablerat deras respektive kristna lära i landet. Vid tiden för upplysningen fanns ingen absolut monarki i Europa eller kolonierna som tillät någon annan religion än statens.

#### Republikerna minskar statsreligionens betydelse
En viktig orsak till att människor valde republiker som statsskick var målsättningen att minska statsreligionens betydelse; med detta synsätt verkar den absoluta monarkin som statsform oftare leda till statligt sanktionerad religion. Alla stora monarkier hade sin statsreligion, och i fråga om faraonerna och några kejsare kunde till och med denna religion innebära att upphöja härskarna till gudar. Sedda från en annan synvinkel, kunde vissa stater förknippas med vissa religioner: katolicismen i Belgien, Svenska kyrkan i Sverige, Rysk-ortodoxa kyrkan i Ryssland, och flera andra exempel.
Finns ingen absolut monark finns ingen som kan driva fram religiös enhet. Eftersom detta var någonting upplysningstiden kände till, blev republiken för somliga den ideala statsformen. Jean-Jacques Rousseau var härvidlag ett undantag och menade att statsreligionen skulle bytas mot en medborgarreligion.
Flera stater som kallat sig republiker har varit våldsamt antireligiösa. Detta gäller särskilt kommunistiska stater som Sovjet, Nordvietnam, Nordkorea och Kina.

#### Republiker som tillskyndat en statsreligion
Å andra sidan har vissa republiker grundats i syfte att skapa en statsreligion, stadgad i författningen. Islamiska republiker har ofta denna framtoning, och så även den judiska staten Israel, samt vissa protestantiska stater i historien och den katolska iriska republiken. Sådana föresatser har lett till att störta monarkin, som shahen av Iran. Denna revolution medförde att en sträng muslimsk lagstiftning infördes och att de religiösa ledarna kom att kontrollera både lagstiftning och domstolsväsende. Begreppet teokrati var inte en korrekt beskrivning, och detta ledde till att statsvetare och journalister nödgades att uppfinna en beteckning som beskrev det nya statsskicket i Iran: islamistisk republik.

### Demokratin som legitimitet
Republiker förknippas ofta med demokratier, vilket synes självklart om man härleder ordet etymologiskt, res publica. Detta samband mellan republik och demokrati är dock inte alltid självklar.
Förståelsen av demokrati som ”en röst per medborgare” är inte den ursprungliga, utan den skapades på 1900-talet. Innan dess berodde rösträtten på ekonomiska faktorer, kön, ras, eller en kombination av dessa faktorer. Många äldre demokratier, som den i antikens Grekland, skulle med dagens synsätt klassas som plutokratier eller vidare, oligarkier, på grund av hur rösträtten bestämdes.
Med ett västerländskt synsätt, grundades de representativa demokratierna med antikens varningar för den direkta demokratin som hos Platon och Xenofon, och influerade av dess demokratiideal, varför det grundades flera konstitutionella monarkier och republiker. I vissa republiker, som Schweiz, har man dock anammat den direkta demokratin, genom att flera frågor avgörs direkt av folket genom referendum varje år.
Marxismen påverkade vid tiden för kalla kriget utvecklingen av statliga organisationer till former som endast hade yttre likheter med västvärldens demokratier. Detta innebar med en omstridd tolkning, att marxismen och kommunismen strävade till att ge proletariatet makten. Kommunistiska republiker som Fidel Castros Kuba inrättade ”folkkommittéer” för att öka det medborgerliga deltagandet, men större frågor emanerade inte ur detta system. Denna metod brukar kallas ”grunddemokrati”, men termen är diffus; den har drag av direkt demokrati och gräsrotsdemokrati, men innebörden kan variera.
Några av dessa totalitära republiker fortlevde i Öst även efter att järnridån föll. Ibland kan de fullständiga namnen på dessa republiker vara missvisande; att ha ett namn med ”Folkets” och ”Demokratiska” kan sakna allt samband med hur demokrati uppfattas. I själva verket var ”Folkets demokratiska republik” ofta synonymt med diktaturerna under kalla kriget. Det bör även påpekas att dessa ”östliga republiker” inte faller in under den gängse definitionen av republik, som innebär att statschefen är folkvald av majoriteten - så vida inte folkets accepterande av sin ledare är autentisk med detta kriterium.

## Republikanismens reella betydelse
I likhet med antimonarkism och religiösa överväganden, kan inte republikanism alltid sägas ha spelat samma roll vid bildandet av republiker. Fram till medeltiden saknas ofta pålitligt och tillräckligt källmaterial om republikerna, varför det faller tillbaka på akademiska spekulationer att avgöra hur dessa statsskick gestaltade sig, och om de kvalificerade sig inför den moderna förståelsen av begreppet.
Genom tiderna har det funnits olika republikanska teorier vid sidan av demokratiska ideal och inställningar till de mänskliga rättigheterna. Från upplysningen skulle dessa leda till liberalism och socialism, samt sådana partibildningar. Vad som sammanbinder liberalismen och socialismen är att sätta folksuveränitetsprincipen i förgrunden. Men ideologierna i fråga kunde inte, och kan ännu inte, enas om huruvida detta med nödvändighet förutsatte en republik, eller om republikens exakta definition, samt hur ekonomin skulle organiseras. Den senare konflikten beskrivs ofta i termer av socialism kontra kapitalism. Kombinationen av demokrati och ett ärftligt statschefsämbete, kallas konstitutionell monarki.

### Republikanism under antiken
Under 500-talet f.Kr. bildades ett flertal republiker, Maha Janapadas, i antikens Indien. I antikens Mellanöstern gick stadsstater samman vid Levanten, och skaffade sig kollektivt styre. Arwad brukar framhållas som en av de första städerna med republik, i vilken folket snarare än en monark, hade makten.
Den första romerska republiken grundades 509 f.Kr. genom Lucius Junius Brutus som en av de två första konsulerna.

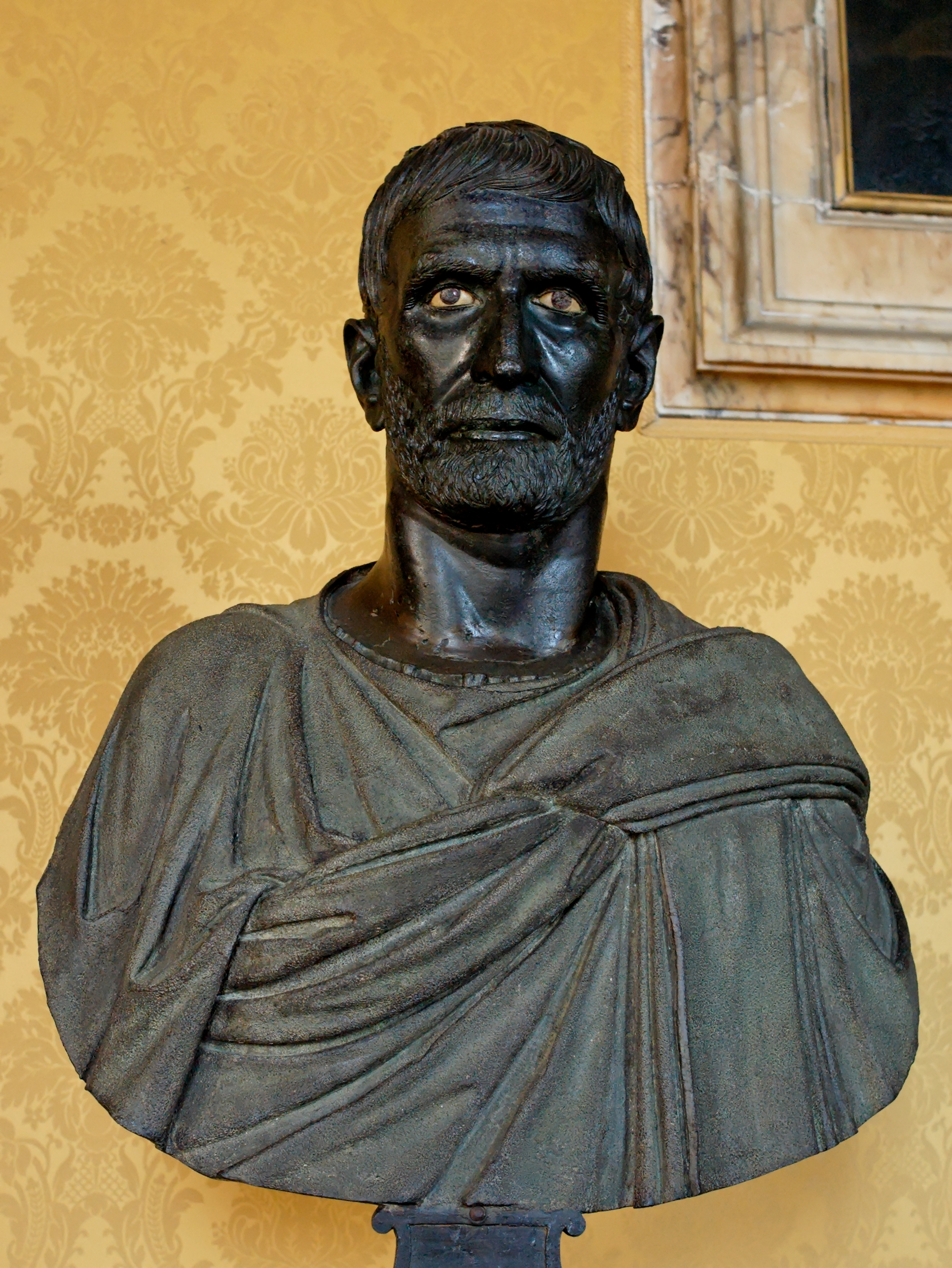
En byst av Brutus, från Capitoline Museums.

De inflytelserika politisk-filosofiska skrifterna från antiken som överlevde till medeltiden, hade sällan någon betydelse under den tid de tillkom. När Platon skrev den skrift vars titel brukar översättas till Staten, hade redan Atens demokrati etablerats, utan påverkan av denna skrift över huvud taget. Platons egna politiska försök i Syrakusa blev ett misslyckande. Fjärran från att lyckas återskapa den romerska republiken, blev Ciceros De re publica snarare ett preludium till Romerska imperiet.

### Republikanism under renässansen
Renässansen uppstod genom en nyläsning av de antika skrifterna, som ledde till ett mera samstämmigt synsätt, som i efterhand har kommit att kallas ”klassisk republikanism”. Olikheterna kvarstod dock i fråga om hur statsmakten skulle fördelas proportionellt, så att den skulle bli som mest republikansk. Vad beträffar de republiker som bildades enligt de mönster de fann i renässansfilosofernas skrifter om statsskick, som De förenade provinserna av Nederländerna, är det sällan klargjort vilken roll republikanismen spelade i relation till andra orsaker som ledde till regeringsformen.

### Upplysningstidens republikanism
Upplysningstiden födde en ny generation politiska tänkare, som bland annat visade att politisk spekulation började övergå till politisk vetenskap: politiska tänkare som John Locke hade ett omisskännligt inflytande över grundandet av republiker som USA och Frankrike, med begrepp som maktdelningsprincipen och religionsfrihet. Deras inflytande i nutida teoribildningar är likaledes påfallande och djupgående.
Under upplysningen formades flera varaktiga begrepp som fastställt normen för republiker och även monarkier som fortlevt under de nästkommande århundradena. De viktigaste teoribildningarna under denna tid, var rättsstatens doktrin, kravet att statsmakter skulle styra landet för att gynna folket, att regeringar skulle agera i nationens intresse på ett sätt som folket i allmänhet hade förståelse för, samt att det skulle finnas någon form av självbestämmande.

### Proletär republikanism
Nästa stora strömning i republikanismen var de politiska idéer som Karl Marx framförde, som gick ut på att folket snarare än nationer, hade intressen. Han menade att regeringar representerade den dominanta klassens intressen, och att med tiden skulle denna krossas av ett styre som utgjordes av det framväxande proletariatet.
Under 1900-talet grundades flera republiker med denna teori och kommunismen som ledstjärna – monarkier med kommunism uteslöts per definition från denna strömning. Dessa republiker skulle vara i ungefär ett århundrade, i ständig konflikt med de republiker som bildades med upplysnings ideal av republikanism.

### Islamisk republikanism
I samband med avkoloniseringen under andra halvan av 1900-talet, blev den politiska dimensionen av islam en starkare politisk faktor, vilket ledde till att flera islamiska republiker bildades. Ideal som härrörde från upplysningen och marxismen hade ett ringa inflytande i denna händelseutveckling, och i stället hämtades argument från Koranen. Eftersom det inte finns någon uppenbar orsak till att sharia skulle vara ett kriterium på republik, brukar inte denna politiska strävan inkluderas i republikanismen.

## Ekonomiska faktorer
Antikens syn på res publica innebar att medborgare på ett eller annat sätt tog del av det politiska beslutsfattandet: åtminstone var inte medborgarna likgiltiga i den politiska debatten. En linje som historiker följt är att medborgare under normala omständigheter behöver ett visst mått av fritid för att kunna vara politiskt aktiva och ändå klara brödfödan. Med andra ord förutsatte demokratin att det fanns en förmögen medelklass, och detta kriterium behöver vara uppfyllt för att en republik skall kunna grundas. Med denna teori uppstod inte Hansan, 1800-talet Katalonien, eller Nederländerna som en överraskning; alla befann sig i en gyllene tidsålder som utgjordes av handel och samhället hade en inflytelserik och välbärgad medelklass.
Även här skiljer sig republikanismen som uppstod genom marxismen markant och påfallande. Karl Marx teori gick ut på att en stat borde grundas på proletariatet, det vill säga de vilkas åsikter aldrig tidigare efterfrågats och ännu mindre ansetts ha någon reell betydelse vid organisationen av staten. Det fanns ett problem som marxistiska eller kommunistiska stater var tvungna att lösa: många proletärer var ointresserade av statsbildning och saknade erfarenhet av politik, även om de hade läst Marx och Engels. Medan den politiska makten knappast utgjorts av folket på en regeringsnivå, var dessa organisationer vanligen mycket toppstyrda.

## Republiker i statsvetenskapen
I politisk teori används begreppet ”republik” om sådana stater där regeringens politiska makt beror uteslutande, om än nominellt, av folkets beslut. Detta begrepp leder till två problem vid klassifikationer. Det första är stater som till sina väsen är oligarkier men som inte till namnet har en härskande klass på ärftliga grunder, så som flera diktaturer. Det andra är stater där all reell politisk makt innehas av demokratiskt valda institutioner men där statschefen har ärvt sitt ämbete, som konstitutionella monarkier. Det första fallet förnekas som regel beteckningen republik. I det andra fallet är det vanligt med republikanska rörelser som söker avskaffa den nominella monarkin; rent semantiskt behandlas dessa båda exemplen genom att endast kalla den senare formen för demokrati.
Generellt fokuserar statsvetenskapen snarare på de underliggande strukturerna i statsskick än vad de kallar sig. Om en statschef kallas regent eller president, eller en stat kallas republik eller monarki, är inte ett väsentligt skiljemärke på huruvida regeringsmakten utövas av en autokrat eller inte. I detta avseende kan första världskriget sägas ha varit dödsstöten för monarkin i många hänseenden, och födelsen av republikanskt styre, oavsett om det tolkas de facto eller de jure. För det moderna statsskicket är denna händelseutveckling fortfarande avgörande. De stater som förlorade första världskriget, fick se sina monarker avsatta till följd av nederlagen, men även i de segrande makterna avtog monarkernas makt och myndighet, och allt mera berodde regeringsmakt på val där den som fick majoritet blev verkställande. Å andra sidan uppstod ur dessa republiker autokratier, som i Tyskland under 1930-talet.

## Republikernas symboler

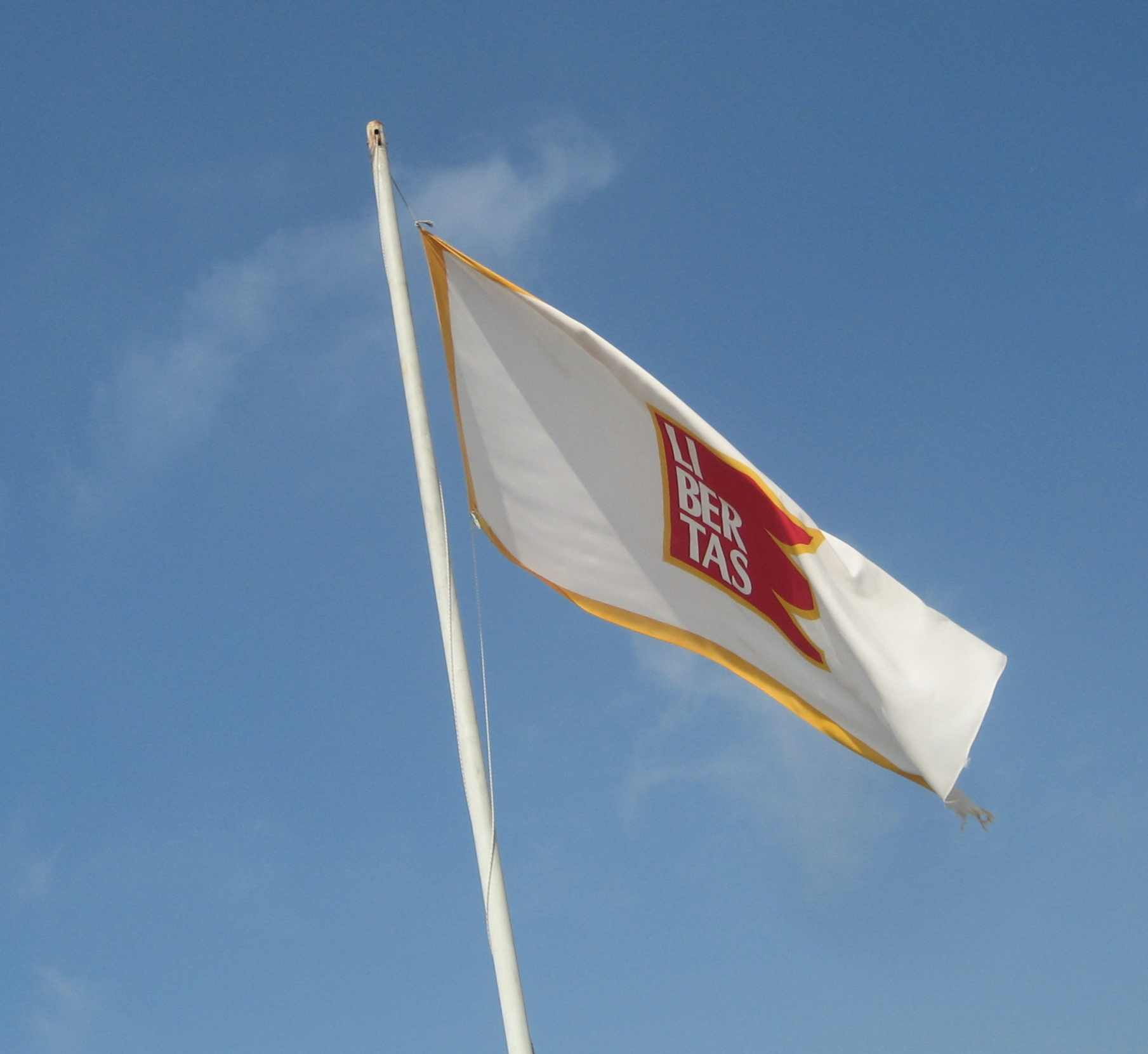
En modern replik av en flagga för den gamla stadsrepubliken Ragusa (Dubrovnik) med ordet libertas ("frihet").

Medan monarkier, åtminstone i västerlandet, sedan medeltiden nästan alltid har representerats med rangkronor av olika slag och andra riksregalier, som har följt liknande mönster från land till land, finns det ingen motsvarande generell symbol för republiker. Några gemensamma nämnare kan dock märkas, liksom vissa särdrag gentemot monarkiers symboler.
Den Romerska republiken, som fanns innan Romarriket blev ett kejsardöme, använde bokstäverna SPQR som symbol och även en örn. Dessa symboler fortfor att användas även sedan riket hade blivit kejsardöme. SPQR ingår än i dag i staden Roms vapen medan örnen blev en symbol för kejsarmakt. SPQR står för Senatus Populusque Romanus, det vill säga "senaten och det romerska folket". 
De republiker som fanns under medeltiden och början av nya tiden var i regel små, ofta stadsstater. Dessa använde heraldiska vapen som inte mycket skilde sig från samtida monarkiers vapen i sitt formspråk, de hade ofta kronor ovanpå skölden, även om dessa inte stod för en monark utan för suveränitet. Ett ännu kvarlevande exempel på detta är San Marinos statsvapen. Ett ord som återkom emblematiskt i flera italienska statsrepublikers symbolspråk var libertas ("frihet").
Det var först på 1700-talet som de första geografiskt mer vidsträckta länderna blev republiker i modern mening, när USA bildades och Frankrike blev republik efter revolutionen där. USA antog en örn som symbol och anknöt därmed i viss mån till den romerska örnen, som ju från början hade varit republikansk. Frankrike antog en trikolor som flagga, och sådana blev därmed närmast liktydiga med revolution och republikanska statsskick under 1800-talet. Vid tiden för de amerikanska och franska revolutionerna användes ofta också ett träd som symbol för folklig självständighet och republikansk demokrati. En annan symbol som kom till flitig användning var den frygiska mössan, som numera finns i flera latinamerikanska länders statsvapen.
Några republiker har tagit murkronan i bruk på sina statsvapen. Denna symbol för staden har därmed fått representera den borgerliga republiken, från början i statsvapnet för Spanien (där den sedan har ersatts med kungakronan sedan monarkin återinfördes), sedan även i Österrike och Malta. I Tyskland infördes en särskild republikkrona efter monarkins fall 1918, den så kallade folkkronan, som användes på alla delstatsvapen under Weimarrepublikens tid och fortfarande används för några av de nuvarande tyska delstaterna. Själva vapensköldarna har dock inte förändrats i någon högre grad. Även om de ofta från början har varit dynastiska sköldar, har vapenbilderna under århundradena kommit att anses stå för länderna och således kunna leva kvar även om statsskicket ändras.
I mer uttalat ideologiskt auktoritära republiker som de socialistiska folkrepublikerna och det nazistiska Tyskland har däremot helt nya formspråk ofta gjort sig gällande, vilket tydligt kan ses vid jämförelse mellan å ena sidan traditionella heraldiska vapen och å andra sidan Sovjetunionens statsvapen respektive Nazitysklands statsvapen, emblem som har fjärmat sig från heraldiken så pass mycket att de normalt inte anses egentligen skola kallas heraldiska vapen. Några av de länder som har gjort sig kvitt diktaturen och blivit demokratiska republiker, har vid återinförandet av gamla vapen rent av återtagit de kronor som står för statusen av monarki, så exempelvis i Serbiens riksvapen och Ungerns riksvapen.